# Референдум о чланству Уједињеног Краљевства у Европској унији
Референдум о чланству Уједињеног Краљевства у Европској унији, познат и као Британски референдум о чланству у Европској унији и Референдум о Брегзиту, био је референдум који је одржан 23. јуна 2016. године и на којем су становници Уједињеног Краљевства и Гибралтара одлучивали о томе да ли би Уједињено Краљевство требало да напусти Европску унију или не. Чланство Уједињеног Краљевства у Европској унији тема је јавних дебата још од када се земља придружила Европској економској заједници 1973. године. На референдуму је изгласан излазак Уједињеног Краљевства из Европске уније са 51,89% гласова подршке. Резултат референдума разликовао се по конститутивним државама које чине УК. Енглеска и Велс су већином гласали за излазак из ЕУ док су Шкотска, Северна Ирска и Гибралтар гласали за останак.
Заговорници изласка Уједињеног Краљевства из Европске уније, познати и као заговорници Брегзита су уобичајено у кампањи тврдили како се Европска унија суочава са изазовом демократског дефицита и како чланство ограничава националну сувереност њихове земље. Заговорници останка у Унији тврдили су да је у свету супранационалних заједница сваки теоретски губитак суверености надокнађен вишеструким бенефитима који произлазе из чланства. Заговорници изласка били су већим делом и заговорници ограничавања прекограничне слободе кретања и смањења и контроле миграција, смањења притиска на јавне услуге и службе, становање и тржиште рада. Они су тврдили да излазак из ЕУ може донети и знатне уштеде на трошковима чланарине, да би омогућило Британији више слободе у међународној трговини и ослободило земљу већег дела заједничких прописа и бирократије ЕУ. Заговорници останка у Унији су тврдили да би излазак донео ризик просперитету земље, умањио значај земље у светској политици, умањио ниво сигурности земље ограничењем приступа заједничким европским базама података о криминалу и створило баријере између државе и комшија на континенту. Они су такође тврдили да би излазак довео и до губљења радних места и успоравања иностраних инвестиција.

## Резултат

### По регионима
| Регион | Регион                                      | Бирачко тело | Излазност | Број гласова | Број гласова | Проценат гласова | Проценат гласова |
| Регион | Регион                                      | Бирачко тело | Излазност | Остати       | Напустити    | Остати           | Напустити        |
| ------ | ------------------------------------------- | ------------ | --------- | ------------ | ------------ | ---------------- | ---------------- |
|        | Велс                                        | 2.270.272    | 71,7%     | 772.347      | 854.572      | 47,47%           | 52,53%           |
|        | Западни Мидландс                            | 4.116.572    | 72,0%     | 1.207.175    | 1.755.687    | 40,74%           | 59,26%           |
|        | Источна Енглеска                            | 4.398.796    | 75,7%     | 1.448.616    | 1.880.367    | 43,52%           | 56,48%           |
|        | Источни Мидландс                            | 3.384.299    | 74,2%     | 1.033.036    | 1.475.479    | 41,18%           | 58,82%           |
|        | Јоркшир и Хамбер                            | 3.877.780    | 70,7%     | 1.158.298    | 1.580.937    | 42,29%           | 57,71%           |
|        | Југозападна Енглеска (укључујући Гибралтар) | 4.138.134    | 76,7%     | 1.503.019    | 1.669.711    | 47,37%           | 52,63%           |
|        | Југоисточна Енглеска                        | 6.465.404    | 76,8%     | 2.391.718    | 2.567.965    | 48,22%           | 51,78%           |
|        | Северна Ирска                               | 1.260.955    | 62,7%     | 440.707      | 349.442      | 55,78%           | 44,22%           |
|        | Северозападна Енглеска                      | 5.241.568    | 70,0%     | 1.699.020    | 1.966.925    | 46,35%           | 53,65%           |
|        | Североисточна Енглеска                      | 1.934.341    | 69,3%     | 562.595      | 778.103      | 41,96%           | 58,04%           |
|        | Шири Лондон                                 | 5.424.768    | 69,7%     | 2.263.519    | 1.513.232    | 59,93%           | 40,07%           |
|        | Шкотска                                     | 3.987.112    | 67,2%     | 1.661.191    | 1.018.322    | 62,00%           | 38,00%           |

### По конститутивним земљама
| Држава | Држава                          | Бирачко тело | Излазност | Број гласова | Број гласова | Проценат гласова | Проценат гласова |
| Држава | Држава                          | Бирачко тело | Излазност | Остати       | Напустити    | Остати           | Напустити        |
| ------ | ------------------------------- | ------------ | --------- | ------------ | ------------ | ---------------- | ---------------- |
|        | Велс                            | 2.270.272    | 71,7%     | 772.347      | 854.572      | 47,47%           | 52,53%           |
|        | Енглеска (укључујући Гибралтар) | 39.005.781   | 73,0%     | 13.266.996   | 15.188.406   | 46,62%           | 53,38%           |
|        | Северна Ирска                   | 1.260.955    | 62,7%     | 440.707      | 349.442      | 55,78%           | 44,22%           |
|        | Шкотска                         | 3.987.112    | 67,2%     | 1.661.191    | 1.018.322    | 62,00%           | 38,00%           |